# Ciurea
Ciurea là một xã thuộc hạt Iași, România. Dân số thời điểm năm 2002 là 10099 người.